# Ложки (Волгоградська область)
Ложки (рос. Ложки) — хутір у Калачевському районі Волгоградської області Російської Федерації.
Населення становить 36 осіб. Входить до складу муніципального утворення П'ятиізбянське сільське поселення.

## Історія
Хутір розташований у межах українського історичного та культурного регіону Жовтий Клин.
Згідно із законом від 20 січня 2005 року № 994-ОД органом місцевого самоврядування є П'ятиізбянське сільське поселення.
12 вересня 2023 за 5 кілометрів від хутора розбився літак Су-24 11-го ЗАП, що вилетів з аеродрому Мариновка..

## Населення
| 2010 |
| ---- |
| 36   |